# Lijst van vlaggen van Singapore
Dit is een lijst van vlaggen van Singapore.

## Nationale vlag (perFIAV-codering)
|          | Civiele vlag | Staatsvlag | Oorlogsvlag |
| -------- | ------------ | ---------- | ----------- |
| Te land  | · ?          | · ?        | · ?         |
| Te water | · ?          | · ?        | · ?         |

## Vlaggen van bestuurders
| Vlag | Periode | Functie                              | Beschrijving                                                                         |
| ---- | ------- | ------------------------------------ | ------------------------------------------------------------------------------------ |
|      |         | Vlag van de president van Singapore. | Een rode vlag met centraal daarin de halve maan en de sterren uit de nationale vlag. |

## Militaire vlaggen
De oorlogsvlag is reeds in de eerste tabel te vinden.
| Vlag | Periode | Functie                       | Beschrijving |
| ---- | ------- | ----------------------------- | --- |
|      |         | Dienstvlag van de luchtmacht. | Een lichtblauwe vlag met in het rode kanton de halve maan en sterren uit de nationale vlag en in het uiteinde het roundel van de Singaporese luchtmacht. |